# Mehbooba Mufti
Mehbooba Mufti (en urdú: محبوبہ مُفتی); Akhran Nowpora, Jammu i Caixmir, 22 de maig de 1969) és una política índia.
Va ser ministra en cap de la regió de Jammu i Caixmir d'abril de 2016 al juny de 2018, succeint a son pare Mufti Mohammad Sayeed. Fou la primera dona que va ocupar aquest càrrec i la segona musulmana a ser ministra en cap a l'Índia després d'Anwara Taimur a l'Assam.
Arran de la suspensió de l'autonomia de la regió per part del govern indi dirigit per Narendra Modi el 5 d'agost del 2019, és en arrest domiciliari amb altres líders polítics locals.